# The Brothers Johnson
The Brothers Johnson foi uma banda americana de funk e R&B consistindo dos músicos e irmãos George ("Lightnin' Licks") e  Louis E. Johnson ("Thunder Thumbs"). Alcançaram grande sucesso em meados dos anos 1970 e começo dos anos 1980, com três singles atingindo o topo das paradas R&B ("I'll Be Good to You", "Strawberry Letter 23" e "Stomp!").

## História

### Formação
O guitarrista e vocalista George e o baixista e vocalista Louis formaram a banda Johnson Three Plus One com seu irmão mais velho Tommy e seu primo  Alex Weir enquanto frequentavam a escola em Los Angeles, Califórnia. Quando se tornaram profissionais, o grupo atuou como banda de apoio para artistas de R&B em turnê como Bobby Womack e Supremes. George e Louis Johnson posteriormente se juntaram à banda de Billy Preston e compuseram Music in My Life e The Kids and Me para ele antes deste deixar seu grupo em 1973. Em 1976, os Brothers fizeram uma cover da canção dos Beatles, "Hey Jude", para o documentário musical All This and World War II.
Quincy Jones os contratou para tocar em seu LP Mellow Madness, e gravou quatro de suas canções, includindo Is It Love That We're Missing? e  Just a Taste of Me.
Após sair em turnê com vários artistas incluindo Bobby Womack e Billy Preston, ele foram contratados por Quincy Jones para uma turnê no Japão e produziu o álbum de estreia do grupo Look Out For #1, lançado em março de 1976 (#9 EUA). O álbum Right on Time foi lançado em maio de 1977 e alcançou o número 13 da Billboard Hot 200. Blam!! saiu em agosto de 1978 e alcançou o número 7 da Billboard 200.
Duas canções da dupla fizeram parte da trilha sonora do filme de 1976 Mother, Jugs & Speed e uma no filme de 1997 Jackie Brown. A faixa  instrumental Thunder Thumbs and Lightnin' Licks se refere aos apelidos dos irmãos. Get the Funk Out Ma Face foi co-escrita por Quincy Jones.
Seu álbum popular Light Up The Night foi lançado em março de 1980 e atingiu o número 5 da  Billboard 200. Foi número 46 na lista "Top 100 LPs of 1980" da revista Rolling Stone. Os irrmãos produziram o álbum seguinte, Winners; lançado em julho de 1981, e só alcançou o número 48 da Billboard 200.
Entre suas canções mais populares estão I'll Be Good to You (Billboard Hot 100 #3 em 1976), Strawberry Letter 23 (Hot 100 #5 em 1977, originalmente gravada por Shuggie Otis), Ain't We Funkin' Now (1978) e Stomp! (Hot 100 #7 e Hot Dance Music/Club Play #1 em 1980). O estilo do duo inclui o funk e R&B além de baladas. Cada álbum inclui também ao menos uma faixa instrumental de jazz (Tomorrow 1976, Q 1977, Smilin' On Ya 1980, Tokyo 1984) ou funk (Thunder Thumbs & Lightning Licks 1976, Brother Man 1976, Mista Cool 1978, Celebrations 1980).

### Separação em 1982
A dupla se separou em 1982 procurando por projetos separados.

## Discografia

### Álbuns de estúdio
| 1976                                                                                   | Look Out for #1    | 9  | 1  | —  | 25 | —  | - EUA: Platina | A&M |
| 1977                                                                                   | Right on Time      | 13 | 2  | 43 | 36 | —  | - EUA: Platina | A&M |
| 1978                                                                                   | Blam!              | 7  | 1  | —  | 51 | 48 | - EUA: Platina | A&M |
| 1980                                                                                   | Light Up the Night | 5  | 1  | 57 | 58 | 22 | - EUA: Platina | A&M |
| 1981                                                                                   | Winners            | 48 | 10 | —  | 42 |    |                | A&M |
| 1984                                                                                   | Out of Control     | 91 | 20 | —  | —  | —  |                | A&M |
| 1988                                                                                   | Kickin'            | —  | —  | —  | —  | —  |                | A&M |
| "—" denota que não alcançou posição nas paradas ou não foi lançado naquele território. |                    |    |    |    |    |    |                |     |

### Álbuns ao vivo
- Strawberry Letter 23: Live (2004, Goldenlane)

### Singles
| 1976                                                                                   | "I'll Be Good to You"           | 3   | 1  | —  | —  | 12 | —  | Look Out for #1                     |
| 1976                                                                                   | "Get the Funk Out Ma Face"      | 30  | 4  | 11 | —  | 31 | —  | Look Out for #1                     |
| 1976                                                                                   | "Free and Single"               | 103 | 26 | —  | —  | —  | —  | Look Out for #1                     |
| 1977                                                                                   | "Strawberry Letter 23"          | 5   | 1  | —  | 25 | 8  | 35 | Right on Time                       |
| 1977                                                                                   | "Runnin' for Your Lovin'"       | 107 | 20 | —  | —  | —  | —  | Right on Time                       |
| 1978                                                                                   | "Love Is"                       | —   | 50 | —  | —  | —  | —  | Right on Time                       |
| 1978                                                                                   | "Ride-O-Rocket"                 | 104 | 45 | —  | —  | —  | 50 | Blam!!                              |
| 1978                                                                                   | "Ain't We Funkin' Now"          | 102 | 45 | —  | —  | —  | 43 | Blam!!                              |
| 1980                                                                                   | "Stomp!"                        | 7   | 1  | 1  | 13 | 49 | 6  | Light Up the Night                  |
| 1980                                                                                   | "Light Up the Night"            | —   | 16 | —  | —  | —  | 47 | Light Up the Night                  |
| 1980                                                                                   | "Treasure"                      | 73  | 36 | —  | —  | —  | —  | Light Up the Night                  |
| 1981                                                                                   | "The Real Thing"                | 67  | 11 | —  | —  | —  | 50 | Winners                             |
| 1981                                                                                   | "Dancin' Free"                  | —   | 51 | —  | —  | —  | —  | Winners                             |
| 1982                                                                                   | "Welcome to the Club"           | —   | 13 | —  | —  | —  | —  | Blast!: The Latest and the Greatest |
| 1983                                                                                   | "I'm Giving You All of My Love" | —   | 75 | —  | —  | —  | —  | Blast!: The Latest and the Greatest |
| 1984                                                                                   | "You Keep Me Coming Back"       | 102 | 12 | 22 | —  | —  | 77 | Out of Control                      |
| 1988                                                                                   | "Kick It to the Curb"           | —   | 52 | —  | —  | —  | —  | Kickin'                             |
| 1988                                                                                   | "Party Avenue"                  | —   | —  | —  | —  | —  | —  | Kickin'                             |
| "—" denota que não alcançou posição nas paradas ou não foi lançado naquele território. |                                 |     |    |    |    |    |    |                                     |

## Videografia
- 1977 – Right on Time
- 1980 – Stomp
- 1981 – The Real Thing
- 1988 – Kick It to the Curb